# Italohippus albicornis
Italohippus albicornis är en insektsart som först beskrevs av Scott LaGreca 1948.  Italohippus albicornis ingår i släktet Italohippus och familjen gräshoppor. Inga underarter finns listade i Catalogue of Life.